# Kearney (firma)
Kearney je americká konzultační firma s celosvětovou působností, založená roku 1926 jako Chicagská pobočka McKinsey & Company. Společnost se osamostatnila v roce 1939 a v současnosti (2020) má kanceláře ve více než 40 zemích světa. Kearney se konzistentně umísťuje mezi nejprestižnějšími poradenskými firmami na žebříčcích, jako je Vault's Consulting 50 či žebříček časopisu Consulting „Best Firms to Work For“.
V lednu 2020 firma změnila svou značku z A.T. Kearney na Kearney.